# Horná Lehota, Brezno
Horná Lehota este o comună slovacă, aflată în districtul Brezno din regiunea Banská Bystrica. Localitatea se află la altitudinea de 640 m deasupra n.m., se întinde pe o suprafață de 45,89 km2 și număra 596 de locuitori, în 2017.

## Istoric
Localitatea Horná Lehota este atestată documentar din 1406.

## Demografie
| An:                | 1994 | 2004    | 2014   | 2024   |
| ------------------ | ---- | ------- | ------ | ------ |
| Număr de persoane: | 647  | 562     | 596    | 559    |
| Diferență:         |      | −13,13% | +6,04% | −6,20% |

| An:                | 2023 | 2024   |
| ------------------ | ---- | ------ |
| Număr de persoane: | 571  | 559    |
| Diferență:         |      | −2,10% |